# نیکولت شریدان
نیکولت شریدان (انگلیسی: Nicollette Sheridan؛ زادهٔ ۲۱ نوامبر ۱۹۶۳) یک بازیگر سینما و تلویزیون اهل بریتانیا است. وی از سال ۱۹۸۴ میلادی تاکنون مشغول فعالیت بوده‌است.
از فیلم‌ها یا برنامه‌های تلویزیونی که وی در آن نقش داشته‌است می‌توان به کدبانوهای وامانده، تارزان و جین، بکر، دودمان، ضد جاسوسی، روزی که مردم زود بیدار شدم و حتما اشاره کرد.